# Macraspis pseudochrysis
Macraspis pseudochrysis är en skalbaggsart som beskrevs av Soula 2002. Macraspis pseudochrysis ingår i släktet Macraspis och familjen Rutelidae. Utöver nominatformen finns också underarten M. p. concoloripes.